# Разумный, Юрий Николаевич
Разумный Юрий Николаевич — доктор технических наук, профессор, академик Российской академии космонавтики им. К. Э. Циолковского / Academician of Tsiolkovsky Russian Academy of Cosmonautics, академик Международной академии астронавтики / Academician of International Academy of Astronautics (IAA), пожизненный член Американского института аэронавтики и астронавтики / Lifetime Associate Fellow of American Institute of Aeronautics and Astronautics (AIAA), профессор и директор Департамента механики и мехатроники Института космических технологий, директор Инженерной академии РУДН.

## Биография
- 1980 г. — окончил кафедру баллистики ракет и космических аппаратов факультета конструкции летательных аппаратов Военно-космической академии им. А. Ф. Можайского. Квалификация — Инженер. Специальность — Астродинамика / Diploma in Engineering of St. Petersburg Mozhaisky Military Space Academy, Specialty — Astrodynamics.
- 1980-1983 г.г. — инженер, старший инженер удаленного центра управления полетами космических аппаратов / Engineer, Senior Engineer at Remote Space Mission Control Center.
- 1983-1996 г.г. — младший научный сотрудник, старший научный сотрудник, начальник научной лаборатории, заместитель начальника и начальник научного отдела баллистического обоснования перспективных космических систем Центрального НИИ космических средств им. М. К. Тихонравова / Junior Scientific Researcher, Senior Scientific Researcher, Head of Scientific Laboratory, Deputy Head and Head of Scientific Department for Space Mission Design at Tichonravov Central Research Institute of Space Means.
- 1990 г. — защитил кандидатскую диссертацию на соискание ученой степени кандидата технических наук в области баллистики ракет и космических аппаратов / PhD Certificate, issued by Supreme Examination Board under Council of Ministers of USSR, Specialty — Dynamics, Ballistics and Spacecraft Motion Control.
- 1993 г. — присвоено ученое звание старшего научного сотрудника по специальности «Динамика, баллистика и управление движением летательных аппаратов» / Senior Researcher Certificate issued by Supreme Examination Board under Council of Ministers of USSR, Specialty — Dynamics, Ballistics and Spacecraft Motion Control.
- 1997 г. — защитил докторскую диссертацию по специальности «Космическая навигация, средства и методы». Тема «Основы теории баллистического синтеза спутниковых систем периодического обзора районов Земли» / Grand PhD Certificate issued by State Supreme Examination Committee of Russian Federation, Specialty — Space Navigation, Means and Methods. Theme — Fundamentals of Theory for Satellite Constellation Design for Discontinuous Earth Coverage.
- 1996-1998 г.г. — начальник отдела Государственного комитета Российской Федерации по военно-технической политике (ГКВТП России), начальник отдела Министерства внешних экономических связей Российской Федерации (МВЭС России) / Head of Department at State Committee for Military Technical Cooperation of Russian Federation, Head of Department at Ministry for Foreign Economic Affairs of Russian Federation.
- 1998-2007 г.г. — Профессор кафедры баллистики и аэродинамики МГТУ им. Н. Э. Баумана / Professor of Department for Ballistics and Aerodynamics at Bauman Moscow State Technical University.
- 2005 г. — Министерством образования и науки Российской Федерации присвоено ученое звание профессора по представлению МГТУ им. Н. Э. Баумана, специальность — Баллистика и аэродинамика / Diploma of Professor issued by Ministry of Education and Science of Russian Federation at the instance of Bauman Moscow State Technical University, Specialty — Ballistics and Aerodynamics.
- 2007-2011 г.г. — Профессор и первый заместитель заведующего кафедрой динамики и управления полетом ракет и космических аппаратов МГТУ им. Н. Э. Баумана / Professor and First Deputy Head of Department for Dynamics and Flight Control of Rockets and Spacecraft at Bauman Moscow State Technical University.
- 2011-2012 г.г. — Начальник Центра надежности и качества ракетно-космической техники и проектирования космических миссий ФГУП ЦНИИмаш Федерального космического агентства / Head of Centre for Space and Rocket Systems Quality Assurance and Space Mission Design at Central Research Institute for Machine Building of Russian Federal Space Agency.
- 2012 г. — н/вр — профессор кафедры системного анализа Аэрокосмического факультета Московского авиационного института / Professor of Department for System Analyses of Aerospace Faculty at Moscow Aviation Institute.
- 2014 г. — по н/вр - академик Международной академии астронавтики / Academician of International Academy of Astronautics (IAA),
- 2014 г. — по н/вр - пожизненный член Американского института аэронавтики и астронавтики / Lifetime Associate Fellow of American Institute of Aeronautics and Astronautics (AIAA).
- 2014 г. — н/вр — Член редколлегии журнала «Acta Astronautica» (Великобритания) издательства Elsevier.
- 2015-2016 г.г. — заведующий кафедрой механики космического полета Института космических технологий Российского университета дружбы народов / Head of Department for Space Flight Mechanics of Institute of Space Technologies at RUDN University.
- 2016 г. — н/вр — профессор и директор департамента механики и мехатроники, директор инженерной академии Российского университета дружбы народов / Professor and Head of Department for Mechanics and Mechatronics, Head of Academy of Engineering at RUDN University.
- 2017 г. — н/вр — Главный редактор журнала «Вестник РУДН, Инженерные исследования».
- 2019 г. — по н/вр — по итогам тайного голосования избран членом Международного комитета по астродинамике Международной астронавтической федерации / Member of Astrodynamics Committee of the International Astronautical Federation.

## Преподавание
- Руководитель образовательных программ по направлению «Прикладная математика и информатика»:
  1. «Механика полета ракет-носителей и космических аппаратов» (бакалавриат);
  2. «Баллистическое проектирование космических комплексов и систем» (магистратура).
- Руководитель программ по направлению «Информатика и вычислительная техника» (технические науки, на английском языке):
  1. «Системный анализ, управление и обработка информации» (аспирантура);
  2. «Математическое моделирование, численные методы и комплексы программ» (аспирантура).
- Читает для направления «Прикладная математика и информатика» серию дисциплин по механике космического полета / Space Flight Mechanics (бакалавриат и магистратура).
- Поставил и читает для направления «Прикладная математика и информатика» авторский курс «Проектирование орбит и орбитальных структур спутниковых систем» / «Satellite Orbit and Constellation Design»(бакалавриат и магистратура).

## Наука
Исследования по созданию ключевых элементов космической инфраструктуры нового поколения в области оптимизации орбит и орбитальных структур спутниковых систем, обеспечения безопасности космической деятельности в условиях загрязнённости космического пространства, оптимизации космической инфраструктуры на основе использования концепции обслуживания космических аппаратов на орбитах, управления космическими аппаратами на орбитах в ходе выполнения ими целевых задач. Получены патенты на изобретения:
1. Разумный Ю. Н., Козлов П. Г., Мошнин А. А., Разумный В. Ю. Способ наблюдения поверхности планеты из космоса и космическая спутниковая система для осуществления этого способа. Патент на изобретение RU 2535375 C1.
2. Разумный Ю. Н., Баранов А. А., Козлов П. Г., Малышев В. В., Макаров Ю. Н., Мошнин А. А., Разумный В. Ю. Космическая обслуживающая система и способ её построения, патент на изобретение RU 2535760 C1.
3. Разумный Ю. Н., Нгуен Нам Куи, Самусенко О. Е., Разумный В. Ю., Купреев С. А., Федяев К. С. Способ поддержания функционирования спутниковой системы непрерывного глобального обзора околоземного космического пространства // Заявка на изобретение № 2017146647 от 28.12.2017. Решение о выдаче патента на изобретение от 28.11.2018.
4. Разумный Ю. Н., Нгуен Нам Куи, Самусенко О. Е., Разумный В. Ю., Купреев С. А., Федяев К. С. Способ поддержания функционирования спутниковой системы непрерывного глобального обзора околоземного космического пространства // Заявка на изобретение № 2017146648 от 28.12.2017. Решение о выдаче патента на изобретение от 28.11.2018.
5. Разумный Ю. Н., Нгуен Нам Куи, Самусенко О. Е., Разумный В. Ю., Купреев С. А., Федяев К. С. Способ поддержания функционирования спутниковой системы непрерывного глобального обзора околоземного космического пространства // Заявка на изобретение № 2017146650 от 28.12.2017. Решение о выдаче патента на изобретение от 28.11.2018.
6. Разумный Ю. Н., Нгуен Нам Куи, Самусенко О. Е., Разумный В. Ю., Купреев С. А., Федяев К. С. Способ построения спутниковой системы непрерывного глобального обзора околоземного космического пространства // Заявка на изобретение № 2017146653 от 28.12.2017. Решение о выдаче патента на изобретение 28.11.2018.
7. Разумный Ю. Н., Нгуен Нам Куи, Самусенко О. Е., Разумный В. Ю., Купреев С. А., Федяев К. С. Спутниковая система непрерывного глобального обзора околоземного космического пространства // Заявка на изобретение № 2017146646 от 28.12.2017. Решение о выдаче патента на изобретение от 28.11.2018.

Участие в международной научной программе «Разработка космической инфраструктуры нового поколения на основе применения концепции технического обслуживания космических аппаратов на орбитах» (SG3.22) в рамках Комиссии 3 Международной академии астронавтики (http://iaaweb.org/content/view/597/783/).

## Научные интересы
- Системный анализ и математические методы оптимизации сложных технических систем.
- Механика космического полета, методы проектирования орбит и орбитальных структур спутниковых систем обеспечения безопасности космической деятельности в условиях загрязнённости космического пространства, обслуживания космических аппаратов на орбитах, применения космических средств в интересах решения различных задач в космосе и из космоса.

## Ключевые слова
Космический аппарат, спутниковая система, космическая система, орбита и орбитальная структура, непрерывный и периодический обзор Земли, дистанционное зондирование Земли из космоса, космическая навигация, космическая связь, космический мусор, безопасность космической деятельности, обслуживание космических аппаратов на орбите, проектирование космических миссий, применение космических систем.
Spacecraft, satellite, satellite constellation, space system, orbit and orbital structure, continuous and periodic Earth coverage, Earth remote sensing from space, space navigation, space telecommunications, space debris, space activity safety, satellite on-orbit-servicing, space mission design, space system applications

## Список публикаций
- Razoumny Yu. N. Route Satellite Constellations for Earth Discontinuous Coverage and Optimal Solution Peculiarities // Journal of Spacecraft and Rockets, Vol. 54, No. 3 (2017), pp. 572—581.
- Razoumny Yu. N. Fundamentals of the route theory for satellite constellation design for Earth discontinuous coverage. Part 1: Analytic emulation of the Earth coverage // Acta Astronautica, 2016, Vol. 128: 722—740
- Razoumny Yu. N. Fundamentals of the route theory for satellite constellation design for Earth discontinuous coverage. Part 2: Synthesis of satellite orbits and constellations // Acta Astronautica, 2016, Vol. 128: 741—758.
- Razoumny Yu. N. Fundamentals of the route theory for satellite constellation design for Earth discontinuous coverage. Part 3: Low-cost Earth observation with minimal satellite swath // Acta Astronautica, 2016, Vol. 129: 447—458.
- Razoumny Yu. N. Fundamentals of the route theory for satellite constellation design for Earth discontinuous coverage. Part 4: Compound satellite structures on orbits with synchronized nodal regression // Acta Astronautica, 2016, Vol. 129: 459—465.

Публикации по представляемой специальности научных работников в изданиях, входящих в международные реферативные базы данных и систем цитирования (Scopus, Web of Science)
- Razoumny Y.N. «Analytic solutions for earth discontinuous coverage and methods for analysis and synthesis of satellite orbits and constellations», 2014, AIAA/AAS Astrodynamics Specialist Conference, San Diego, CA;
- Razoumny Y.N. «New research methodology for earth periodic coverage and regularities in parametric localization of optimal low-earth-orbit satellite constellations», 2014, Advances in the Astronautical Sciences, 150, pp. 3117-3136;
- Razoumny Y.N., Kozlov P.G., Razoumny V.Y., Moshnin A.A. «On optimization of Earth coverage characteristics for compound satellite constellations based on orbits with synchronized nodal regression», 2015, Advances in the Astronautical Sciences;
- Razoumny Y.N.,"Method for constellation design for earth periodic coverage using compound satellite structures on orbits with synchronized nodal regression", 2016, Advances in the Astronautical Sciences, 158, pp. 2965—2979;
- Razoumny Y.N. «Emulating of the stationary observation of the Earth local region using locally geostationary elliptic orbits», 2016, Advances in the Astronautical Sciences, 158, pp. 2933—2943;
- Razoumny Y., Baranov A., Razoumny V., Varatharajoo R., Kozlov P. «Method of optimization of the servicing space-based system orbits and detached units maneuveres parameters in the problem of on-orbit-servicing of the given multi-satellite space infrastructure», 2016, Proceedings of the International Astronautical Congress, IAC;
- Baranov A.A., Grishko D.A., Razoumny, Y.N. «Large-size space debris flyby in low earth orbits», 2017, Cosmic Research, 55(5), pp. 361—370;
- Baranov A.A., Budyanskiy A.A., Razumnyi Y.N.,"Controlling the motion of a spacecraft when approaching a large object of space debris", 2017, Cosmic Research, 55(4), pp. 270—274;
- Baranov A.A., Grishko D.A., Razoumny Y.N., Jun L.,"Flyby of large-size space debris objects and their transition to the disposal orbits in LEO",2017, Advances in Space Research, 59(12), pp. 3011-3022;
- Baranov A.A., Razoumny V.Yu., Razoumny Y.N. Malyshev V.V. «Method of energy estimation of interorbital transfers for LEO spacecraft on-orbit servicing», 2017, Advances in the Astronautical Sciences, 161, pp. 701—709;
- Razoumny Y.N., Samusenko O.E., Quy N.N.,"On optimization of two-Tier walker delta patterns satellite constellations to provide continuous coverage of near-earth space spherical layer",2017, Advances in the Astronautical Sciences, 161, pp. 1149—1159;
- Makeev M.O., Meshkov S.A., Sinyakin V.Yu., Razoumny Y.N. «Spacecraft guidance, navigation and control based on application of resonant tunneling diodes in nonlinear radio signal converters», 2017, Advances in the Astronautical Sciences, 161, pp. 475—482;
- Baranov A.A., Vikhrachev V.O., Karatunov M.O., Razumnyi Y.N. «Estimates of near-circular orbits after a single correction: a geometrical method», 2017, Journal of Computer and Systems Sciences International, 56(1), pp. 137—145;
- Razoumny Y.N., Kupreev S.A., Misra A.K. «Method of tethered system control for deorbiting objects using earth’s atmosphere», 2017, Advances in the Astronautical Sciences, 161, pp. 1031—1050;
- Matyushin M.M., Razoumny Y.N., Ovechko V.M., Orlov D.A., Scorobogatov O.P., Tyurina D.D. «Method of two-parameters control of spacecraft during descent in the mars atmosphere»,2017, Advances in the Astronautical Sciences, 161, pp. 863—872;
- Chak Y.-C., Varatharajoo R., Razoumny Y. «Disturbance observer-based fuzzy control for flexible spacecraft combined attitude &amp sun tracking system»,2017, Acta Astronautica, 133, pp. 302—310;
- Matyushin M.M., Ovechko V.M., Polivnikov V.M., Razoumny Y.N., Skorobogatov O.P., Tyurina D.D. «Ground spacecraft control facilities distribution by method of successive elimination of conflicting situations», 2017, Advances in the Astronautical Sciences, 161, pp. 1065—1075;
- Matyushin M.M., Ovechko V.M., Razoumny Y.N., Skorobogatov O.P., Tyurina D.D., Baranova, I.S. «Spacecraft thrust vector control during landing on the moon surface», 2017, Advances in the Astronautical Sciences, 161, pp. 181—188;
- Panov D.V., Sukhorukov A.I., Razoumny Y.N., Kovkov D.V., Yeroshkin, S.Y. «Method of active radio-wave imagery of the areas extensively contaminated by radionuclides from the aircraft and spacecraft», 2018, ACM International Conference Proceeding Series, pp. 186—191;
- Razoumny Y.N., Kupreev S.A. «Rational schemes of controlled motion of space tether systems», 2018, ACM International Conference Proceeding Series с. 180—185;
- Yury N. Razoumny. «Locally Geostationary Orbits: Optimal Geometry of Elliptic Orbit for Earth Coverage». Journal of Spacecraft and Rockets, 2018.
- Lee, S., Avendano, M.E., Razoumny, Y., Mortari, D.Flower constellations for Earth coverage with big number of satellitese // Proceedings of the International Astronautical Congress, IAC, 2018
- Razoumny, Y.N., Spencer, D.B., Agrawal, B., Kreisel, J., Yasaka, T., Koupreev, S.A., Razoumny, V., Makarov The concept of On-Orbit-Servicing for next generation space system development and its key technologies // Proceedings of the International Astronautical Congress, IAC. −2017.
- Makeev M.O., Meshkov S.A., Sinyakin V.Yu., Razoumny Y.N. Spacecraft Guidance, Navagation and Control Based on Application of Resonant Tunneling Diodes in Nonlinear Radio Signal Converters // Advances in the Astronautical Sciences. −2017. V. 161, pp. 475—482
- Razoumny Y.N., Samusenko O.E., Quy N.N. On Optimization of Two-Tier Wlaker Delta Patterns Satellite Constellations to Provide Continuous Coverage of Near-Earth Space Sherical Layer // Advances in the Astronautical Sciences. −2017. V. 161, pp. 1149—1159
- Baranov, A.A., Razoumny, V.Yu., Razoumny, Y.N., Malyshev, V.V. Low orbit spacecraft service planning // Proceedings of the International Astronautical Congress, IAC −2017.
- Razoumny, Y.N., Razoumny, V.Y. Constellation design for earth periodic coverage in low orbits with minimal satellite swath // International Astronautical Federation — 58th International Astronautical Congress 2007.
- Razoumny, Y.N. Route theory for optimal design of satellite constellations to minimize revisit time in low earth orbits // International Astronautical Federation — 56th International Astronautical Congress 2005, V. 5, pp. 3236-3246 V. 7, pp. 4622-4640